# Aphis fabae
Aphis fabae är en insektsart som beskrevs av Giovanni Antonio Scopoli 1763. Aphis fabae ingår i släktet Aphis och familjen långrörsbladlöss. Arten är reproducerande i Sverige. Det svenska trivialnamnet betbladlus förekommer för arten. Andra namn är betlus och bönbladlus. I Europa förekommer arten nästan överallt med undantag av höga eller nordliga bergstrakter (fjällen). Aphis fabae suger liksom andra bladlöss vätskor från olika växter. Honungsdaggen som bladlusen producerar äts av myror. Individerna faller offer för nyckelpigor, för larver av några blomflugor samt larver av stinksländor. Utbredningsdata saknas för Albanien, Luxemburg, Island, Nordirland och den grekiska övärlden. Bönbladlus/betbladlus angriper åkerböna, sockerbeta och potatis men även örtogräs kan vara värdväxter. Det är ofta den övre delen på enstaka plantor som bönbladlusen koloniserar och angreppen är i Sverige allra vanligast i den södra delen av landet. Vid kraftiga angrepp blir det stor skördeförlust. Bönbladlusen kan förväxlas med ärtbladlusen. 

## Biologi
Bönbladlusen är en värdväxlare och har framför allt benved som vintervärd när den övervintrar som ägg som läggs i barksprickor. Efter en eller två generationer på sin vintervärd får lössen vingar och förflyttar sig till sin sommarvärd så kan vara åkerböna eller sockerbeta och göra stor skada. En hona kan få 90–120 ungar och utvecklingen från nymf till vuxen bladlus påskyndas av varmare temperatur och tar mellan 7 och 18 dagar. Även bladluspopulationens tillväxt styrs av temperaturen och påskyndas också med varmt väder. Bönbladlusen kan sprida mer än 30 olika virussjukdomar. 

## Identifiering
Bladlusens imago är cirka 2 mm lång med en svart till olivgrön kroppsfärg. Fram till slutet av sommaren hittas endast exemplar utan vingar. Hannar och honor med vingar syns under sensommaren och hösten. Larverna är mindre men liknar den full utvecklade insekten i utseende. Övervintringen sker som ägg.  Kroppen är rund och antennerna är kortare än kroppen. Ibland i större kolonier har vissa individer vita mjölaktiva fläckar av vax på ryggen. Äggen är till en början gröna men går sedan över till att vara glänsande svarta. Växter angripna av bönbladlusen får en starkt reducerad tillväxt och ibland även aborterade blommor. Betor angripna av Bönbladlusen får även krulliga blad samt hämmad utveckling. 

## Bekämpning
Större angrepp i södra Sverige förekommer enstaka år och lokalt bekämpningsbehov sker varje år. I Mellansverige är det ovanligt med större angrepp.   Bladlössen visar sig i samband med begynnande blomning och har också många naturliga fiender som är vanliga i jordbruksfält som till exempel nyckelpigor, blomflugor, jordlöpare, spindlar och insektsdödande svampar. Tidig sådd kan motverka bladlusangrepp eftersom grödan hinner utvecklas och bättre stå emot både direkta skador av bladlöss och virussmitta. Riktvärde för kemisk bekämpning varierar mellan 10 och 40% angripna plantor för åkerböna och sockerbeta. 

## Underarter
Arten delas in i följande underarter:
- A. f. solanella
- A. f. evonymi
- A. f. eryngii
- A. f. cirsiiacanthoidis
- A. f. mordvilkoi
- A. f. fabae

## Bildgalleri

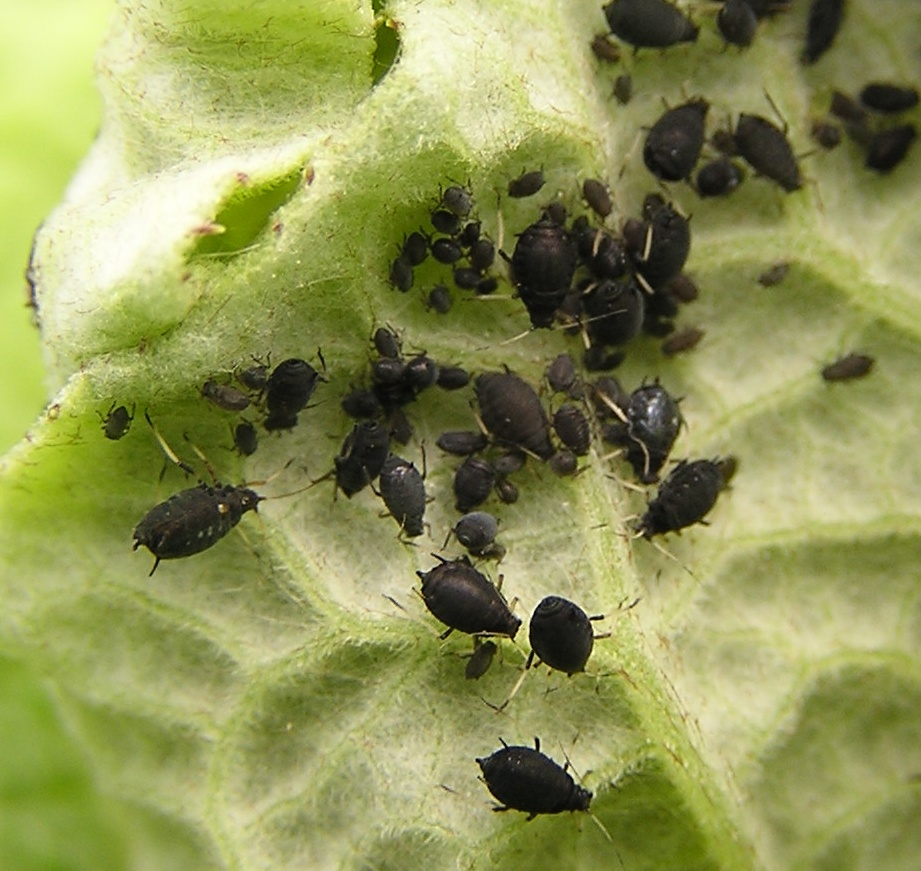
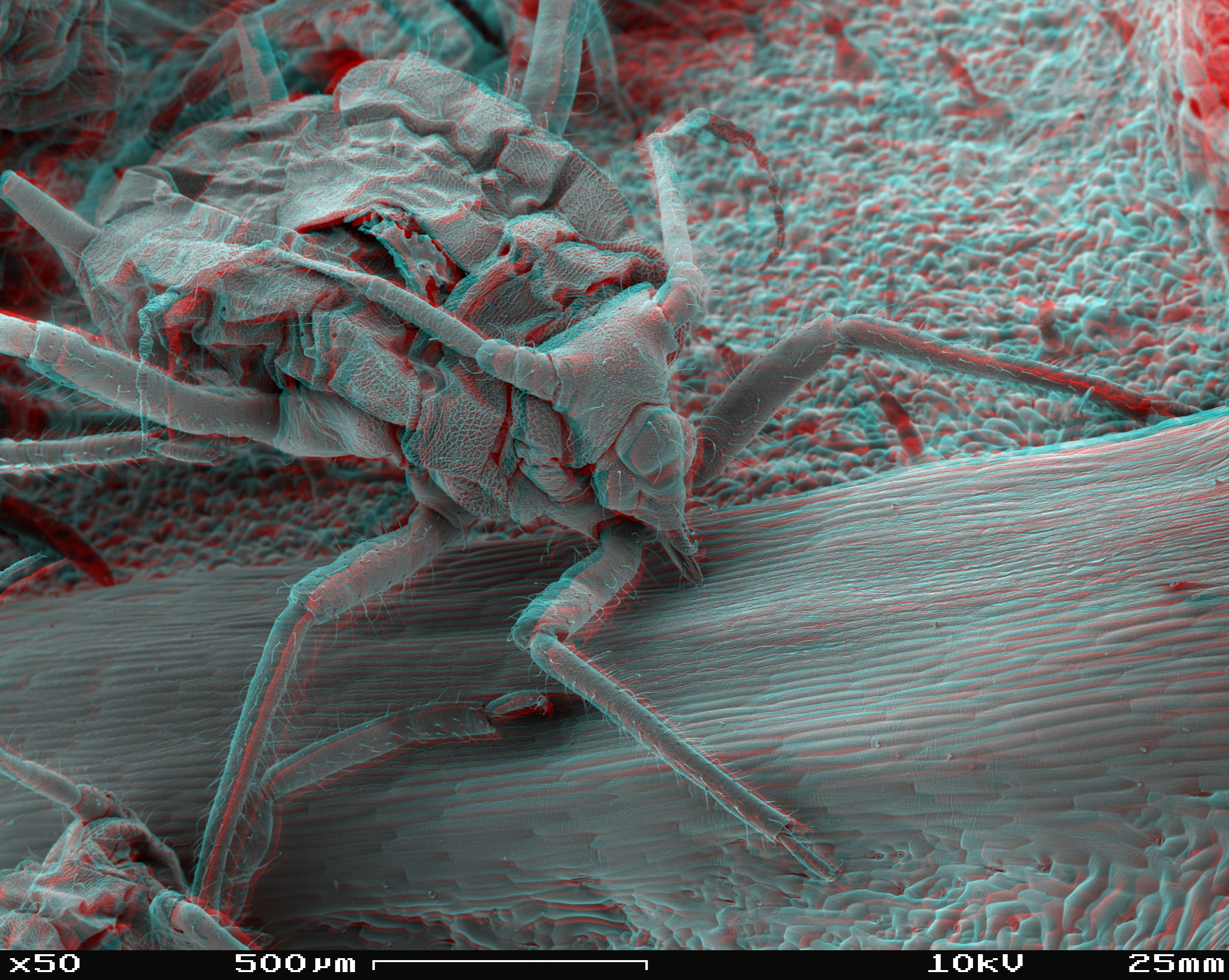
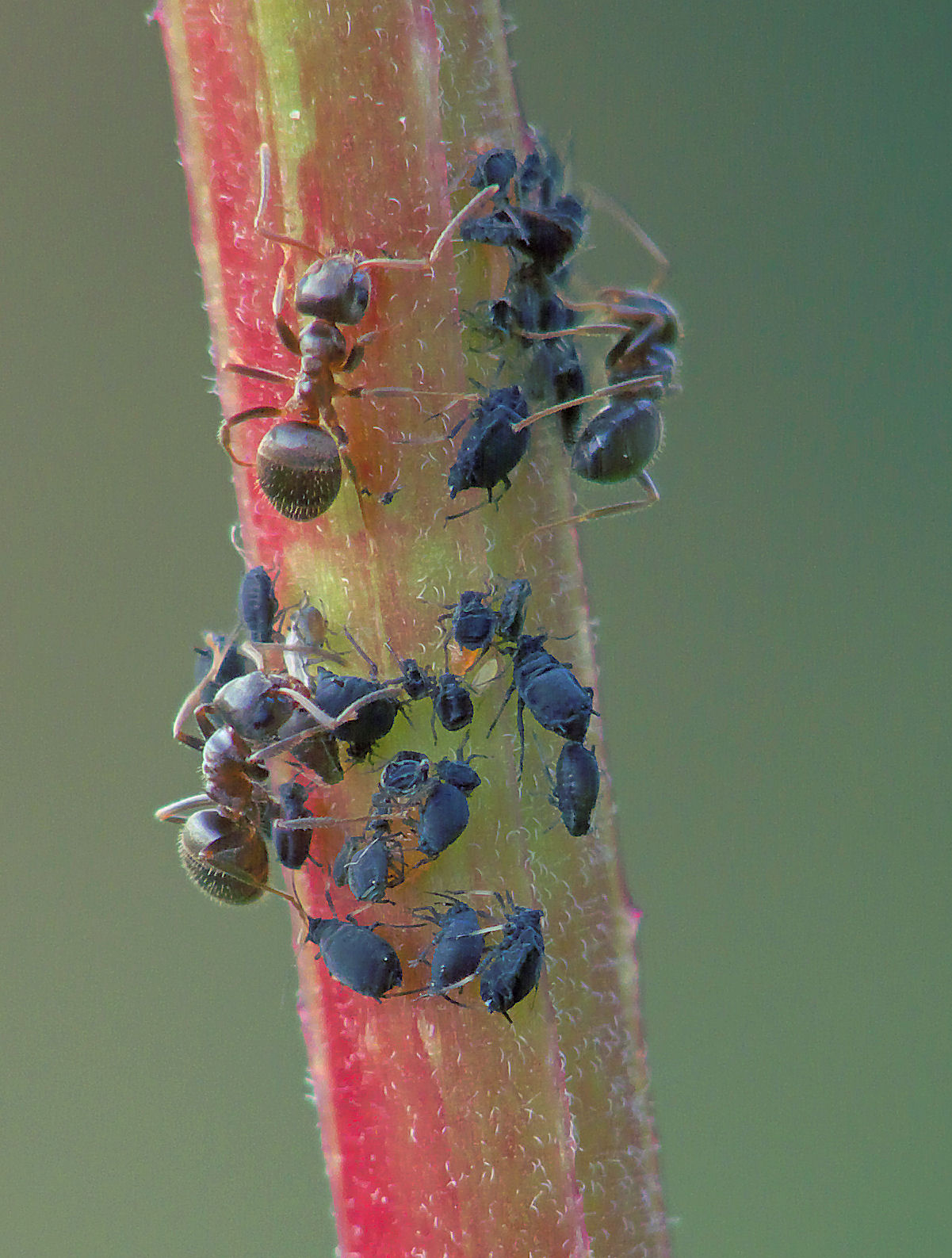
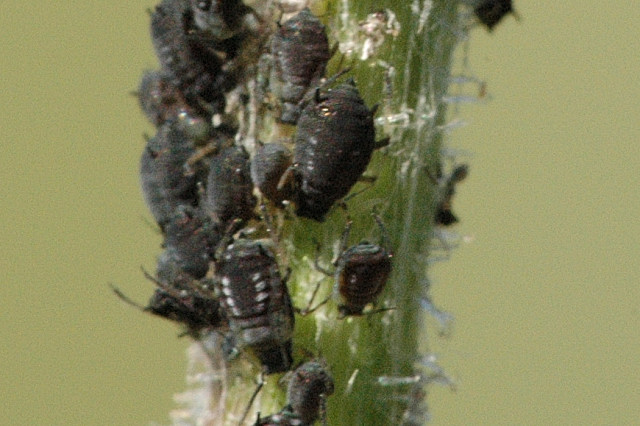
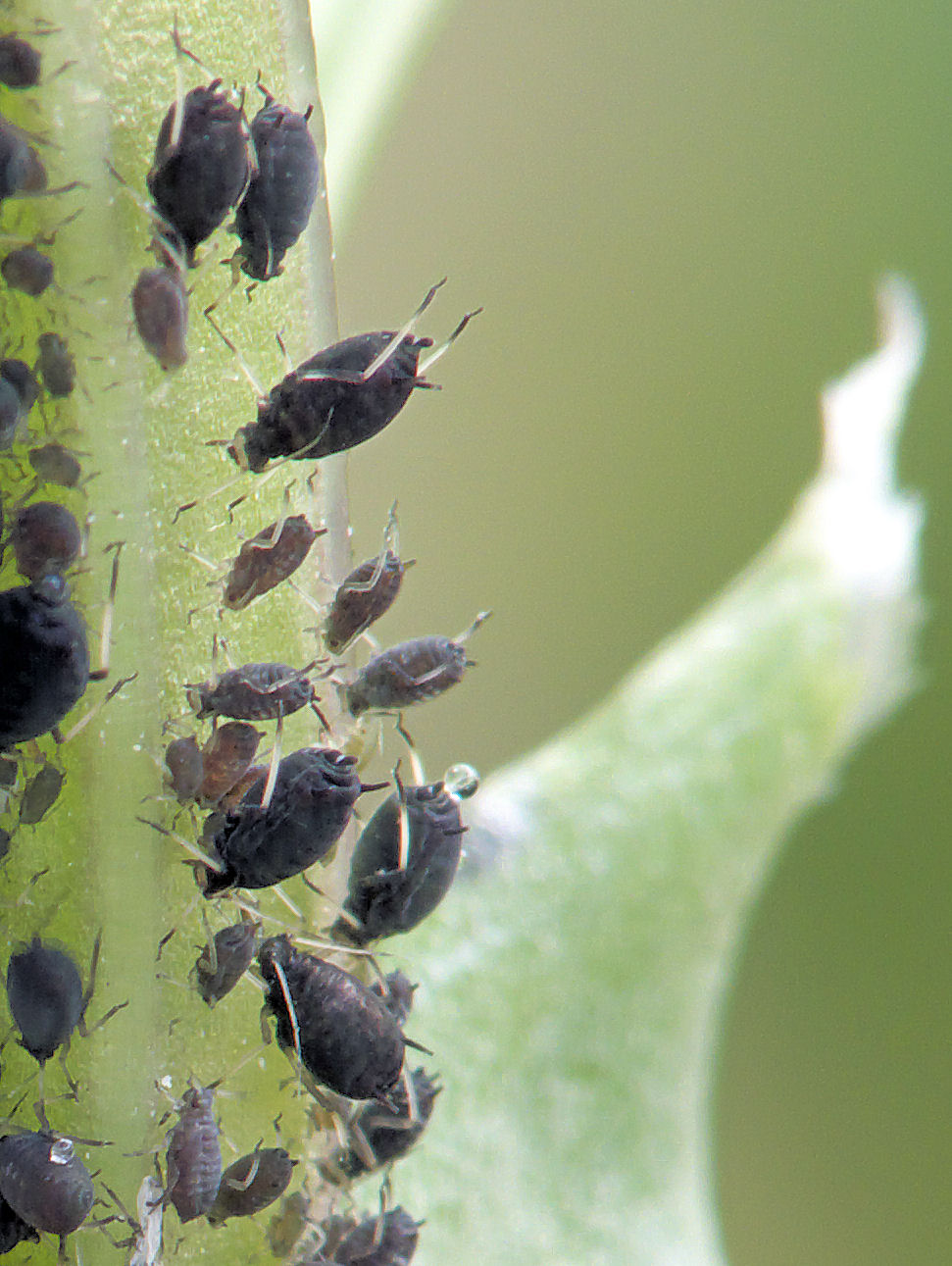
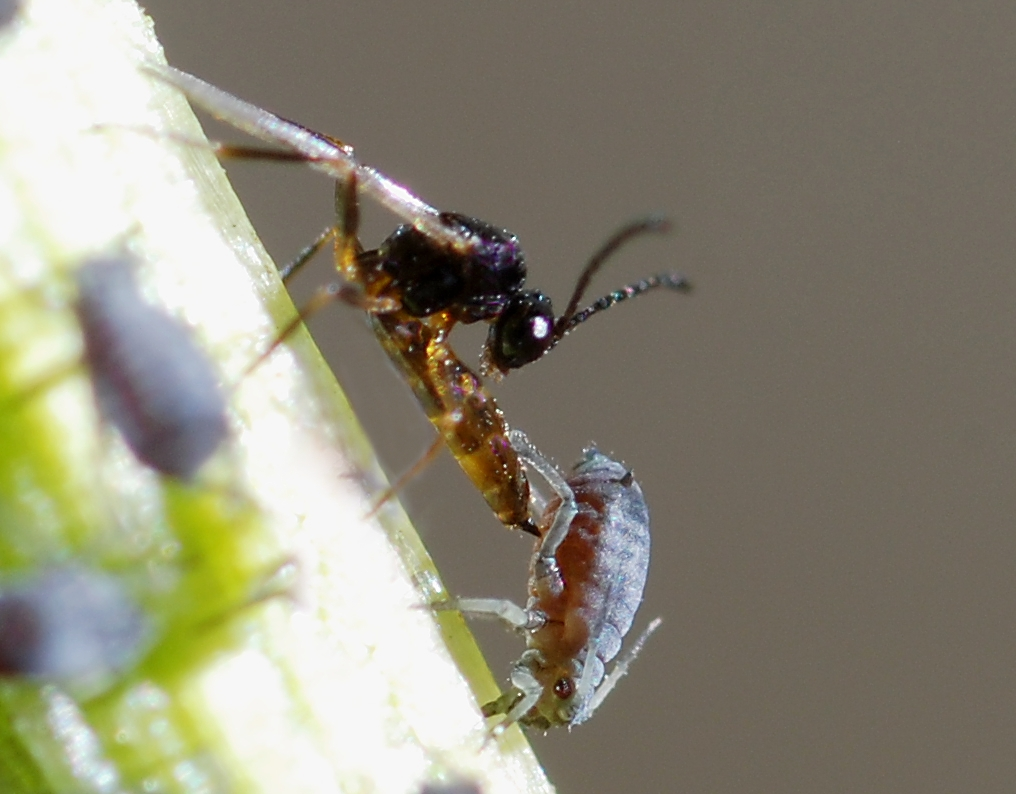
Geting som lägger sina ägg i Aphis fabae